# Mali aux Jeux paralympiques d'été de 2012
Le Mali participe aux Jeux paralympiques d'été de 2012 à Londres. C'est la deuxième participation de ce pays aux Jeux après les Jeux paralympiques d'été de 2000 à Sydney,.

## Athlétisme
Hommes

- Mahamane Sacko sur les épreuves 100 m T46 et 200 m T46[3]

Le vendredi 31 août, au premier tour du 200 m, il a fini 10e avec un temps de 23 s 02. Il ne s'est pas qualifié pour la finale.